# 克里斯蒂安·威廉松
克里斯蒂安·威廉松（瑞典語：Christian Wilhelmsson，1979年12月8日—），瑞典足球運動員，司職中場，先後被外借到意甲羅馬、英超保頓，於2008年1月31日再轉到西甲拉科魯尼亞。他以速度和純熟的盤扭技術見稱。

## 球會生涯

### 早期
韋希臣於瑞典地方球會米贊比開始他的球員生涯，他那裡效力了三個賽季，並於 2000年 離開瑞典，轉戰鄰國的挪威聯賽，加盟史達比克。
在挪威踢了 3 個球季後，韋希臣開始為人所留意，而且轉到較為主流的歐洲球會效力，能提高他入選國家隊的機會。結果在 2003年，他加盟，比利時班霸安德烈治，並得以參加歐冠盃的賽事。在一些他曾到過的國家例如比利時、法國和瑞典，韋希臣的名字已經變得家喻戶曉，他在比賽時的表現頗為穩定，還有他的速度和腳法，完全表現出一名翼鋒所需的條件。

### 南特
2006年夏天，韋希臣決定離開安德烈治，但令人意外的是，他選擇了轉到法國球會南特。然而，他在法國的生活並不順利。雖然他成為了球隊的主力，但南特在當屆法國聯賽的表現每況愈下，到了歇冬期時，南特已排在積分榜末位置。
2007年 1 月，韋希臣以外借形式轉到意大利的羅馬，直到賽季完結，並在借用期完結後有優先購買權，價格為 300 萬歐羅。他在 1 月 14 日對墨西拿的聯賽中首次為羅馬上陣，其後他亦有在歐冠盃的比賽中上陣過。可是，羅馬在最後並沒有正式收購韋希臣，反而買入了艾斯普薛圖和法國快翼古利。韋希臣只好回到將要降班的南特，並尋求轉會到其他球會。

### 博爾頓及拉科魯尼亞
2007年夏天，韋希臣與多間英超球會扯上關係，當中米杜士堡、曼城、熱刺等球會都被指有興趣收購他，也有報導指蘇格蘭勁旅些路迪希望購入韋希臣。不過，在 7 月尾，英超球會博爾頓宣佈借用韋希臣一個球季，並在韋希臣為球隊上陣過 20 場比賽後有優先購買權。韋希臣為保頓出賽過 15 場，但當中以後備入替居多。
2008年 1 月，韋希臣轉戰至西甲球會拉科魯尼亞，藉以爭取較多上陣機會。當時拉科魯尼亞正處於降班區域，極需爭取分數護級。韋希臣在加盟後成功發揮作用，一洗上半季在保頓的頹風，拉科魯尼亞亦返回積分榜的上游位置，球隊正在為爭取來季歐洲賽資格而努力。

### 希拉尔
2008年，威廉松同沙特阿拉伯球队希拉尔签约三年。

## 國家隊
早於 2001 年，韋希臣已入選過瑞典國家隊，可是他並沒有被挑選到 2002 年世界盃的最後名單。2004 年，他代表瑞典參加歐洲國家盃，瑞典在該屆賽事表現優異，於分組賽力壓意大利，以首名出線 8 強，最後互射 12 碼僅敗於荷蘭國家隊。2006 年夏天，韋希臣亦有參加 2006 年世界盃，上陣過 4 次。
瑞典的領隊拿格碧克曾表示，韋希臣是一名為大舞台而出現的球員。比韋希臣早一代的瑞典右中場亚历山大松表示，韋希臣是隊中速度最快的球員。
2006 年 9 月，在瑞典國家隊出戰 2008 年歐洲國家盃外圍賽期間，韋希臣因為與兩名國家隊隊友美爾堡及伊布拉希莫维奇打破宵禁，於晚上流連夜店，結果被領隊拿格碧克逐出國家隊。